# Лупита Ферер
Лупита Ферер (шп. Lupita Ferrer) венецуеланска је филмска, позоришна и телевизијска глумица.

## Биографија
Рођена је као Јоланда Гвалдалупе Ферер (шп. Yolanda Guadalupe Ferrer) у граду Маракаибо у савезној држави Зулија у Боливарској Републици Венецуели.Њени родитељи су шпански имигранти. Широм света постала је популарна захваљујући раскошном таленту, шарму и лепоти (посебно својим широким и изражајним очима).
Лупита је оставила снажан утисак у позоришту. Почела је глумити са 15 година наступајући у Шекспировој представи Хамлет играјући Офелију. Са 18 година глумећи у представи "Dona Rosita La Soltera" очарала је својим талентом Раула Леонија тадашњег председника Венецуеле. Шездесетих година радила је у многим Мексичким и Венецуеланско-Мексичким копродукцијама са глумцем Мариом Мореном. Седамдесетих је наступала у Холивудским филмовима делећи екран са глумцима као што је Тони Кертис.
Њена прва теленовела је Есмералда из 1970, затим је седамдесетих имала значајније улоге у серијама Мариа Тереза, Хулија и Маријана по којој је касније сниман познати римејк Маријана.
Лупита Ферер тренутно живи и ради у Мајамију.
Четири година била је у браку са америчким филмским редитељем Хал Бартлет-ом, са којим је непосредно пред разводом (1978) снимала Гремијем награђен филм "Деца Санчез".
1985. године глумила је у веома успешној теленовели "Кирстал" симљену у продукцији Венецуеланске телевизије "РЦТВ" (Радио Каракас телевизија). Ова серија била је веома популарна у Јужној Америци, Азији и Европи а синхронизована је и преведена на многим језицима. 2006. године појавила се у Америчкој верзији серије Ружна Бети.
Лупита Ферер важи за једну од најбољих и најпознатијих глумица Венецуеле и целокупног жанра Теленовела.

## Филмографија
| Година:   | Српски назив:      | Оригинални назив: | Улога:                     |
| --------- | ------------------ | ----------------- | -------------------------- |
| 2014      | /                  |                   |                            |
| 2012-2013 | Ружичасти дијамант |                   | Росаура Сотомајор          |
| 2010-2011 | Ева Луна           |                   | Хуста Валдес               |
| 2007-2008 | Љубав и грех       |                   | Агата Мерсенарио           |
| 2004-2005 | Невина             |                   | Габријела                  |
| 2003-2004 | Бесрамна љубав     |                   | Моргана Атал               |
| 1999      | Соледад            |                   | Викторија Алварез Калдерон |
| 1999      | Росалинда          |                   | Валерија Алтамирано        |
| 1997      | Судбина жене       |                   | Аурора                     |
| 1996-1997 | Ништа лично        |                   | Марија Долорес             |
| 1994-1995 | /                  |                   | Офелија Сантибањез Миранда |
| 1993      | /                  |                   | Сесила де ла Роса          |
| 1992      | /                  |                   | Каталина                   |
| 1988      | Амандо             |                   | Лисет                      |
| 1988      | Амандо             |                   | Лисет                      |
| 1985      | Кристал            |                   | Викторија Асканио          |
| 1984      | /                  |                   | Марсела                    |
| 1980      | /                  |                   | Лигија Сандовал            |
| 1979      | Хулија             |                   | Хулија                     |
| 1977      | Сулианита          |                   | Марта Марија Домингез      |
| 1975.     | Маријана           |                   | Маријана                   |
| 1973.     | Марија Тереса      |                   | Марија Тереса Монтиел      |
| 1970      | Есмералда          | Esmeralda         | Есмералда                  |

## Албуми
- 1992:  Tiemblo
- 1970:  Esmeralda